# Aline Rotter-Focken
Aline Rotter-Focken (născută Focken; n. 10 mai 1991, Krefeld, Germania) este o luptătoare ce a reprezentat Germania, medaliată olimpică. A participat la 2 ediții ale Jocurilor Olimpice (2016, 2020) în care a câștigat o medalie de aur.